# Clathria georgiaensis
Clathria georgiaensis är en svampdjursart som beskrevs av Hooper 1996. Clathria georgiaensis ingår i släktet Clathria och familjen Microcionidae.
Artens utbredningsområde är Singapore. Inga underarter finns listade i Catalogue of Life.